# 守屋松之助
守屋 松之助（もりや まつのすけ、1877年（明治10年）2月16日 - 1951年（昭和26年）12月23日）は、明治末から昭和期の実業家、政治家。衆議院議員、岡山県岡山市長、小田郡矢掛町長。旧姓・石井。大原財閥の四天王と称された。号・覚堂（かくどう）。

## 経歴
広島県深津郡深津村（深安郡深津村を経て現福山市東深津町）で、石井治郎右衛門の二男として生まれる。11歳で父を亡くし、苦学して深津小学校、尋常中学誠之館（現広島県立福山誠之館高等学校）を卒業。三菱合資会社三菱造船所（現三菱重工業長崎造船所）に勤務。日清戦争、日露戦争に従軍。1901年（明治34年）小田郡矢掛町の守屋忠作長女（火＋禾）の入夫となり家督を相続。
1906年（明治39年）常盤松高等農学校（現東京農業大学）に入学し、1910年（明治43年）に同校を卒業した。同年、矢掛町長に就任し2期8年在任。その他、矢掛町会議員も務めた。
1918年（大正7年）岡山染織整理 (株) 常務取締役に就任。その他、井原織物所社長、井笠鉄道取締役、中国合同電気取締役、奨農土地取締役、井上鉄道取締役、合同貯蓄銀行取締役、岡山製作所取締役、日本真田監査役などを務めた。
矢掛町長辞任後は小田郡会議員を務め、1918年（大正7年）岡山県会議員に選出された。1920年（大正9年）5月、第14回衆議院議員総選挙で岡山県第5区から出馬して当選。中立系の庚申倶楽部に所属して衆議院議員に1期在任した。1924年（大正13年）立憲農本党の設立に参画し常任幹事となり、1925年（大正14年）憲政会岡山県支部長に就任。反犬養毅の政治姿勢で活動した。
1929年（昭和4年）2月25日、岡山市長に就任し、近隣三カ村の編入、農村の不況対策、岡山市歌の制定、第二回市史編纂事業の開始などに尽力し、1933年（昭和8年）に再選されたが、同年8月、市長選での贈賄容疑で逮捕され、同月2日に市長を辞職した。
農業関係では矢掛町農会長、小田郡農会議員、岡山県果物同業組合長に在任し、戦後、岡山県信用農業協同組合連合会初代会長などを務めた。

## 著作
- 『楽山翁を観る』奨農土地、1935年。
- 『滄海見聞雑記』奨農土地、1937年。

## 伝記
- 友雪会編『守屋松之助』友雪会、1953年。

## 親族
- 長男 守屋典郎（弁護士、経済学者）[8]
- 従姉妹 大原寿恵子（大原孫三郎の妻）[2]